# Miraj Grbić
Miraj Grbić (Sarajevo, 17. srpnja 1976.) je bosanskohercegovački kazališni, televizijski i filmski glumac s američkom adresom. Miraj je stalni član ansambla Narodnog kazališta u Sarajevu od 2000. godine. Imao je više od 60 kazališnih premijera i igrao je u više od 30 dugometražnih i kratkih filmova. Jedan je od najrespektabilnijih glumaca Bosne i Hercegovine. 

Od 2008. godine u braku je s glumicom Marijom Omaljev-Grbić.

## Filmografija

### Televizijske uloge
- Ruža vjetrova kao Ranko Mrčela (2012. – 2013.)
- Kućni ljubimci kao Rade (2009. – 2010.)
- Dolina sunca kao odvjetnik Mišković (2009.)
- Lud, zbunjen, normalan kao Čombe (2007. – 2013.; 2018. - 2021.)
- Crna kronika kao Zebra (2004.)
- Viza za budućnost kao odvjetnik Spasić (2002. – 2004.)

### Filmske uloge
- Brzi i žestoki 9 kao rus (2021.)
- Brži i žestoki 10 kao rus (2023.)
- Kratki spojevi kao Ahmet (segment "Podstanar") (2013.)
- Halimin put kao Mustafa (2012.)
- Larin izbor: Izgubljeni princ kao Dinkov pomoćnik (2012.)
- Body Complete kao Haric (2012.)
- Nemoguća misija: Protokol duh kao Bogdan (2011.)
- Male ruke kao Marsel (2011.)
- Kao da nisam ovdje kao kapetan (2010.)
- Duhovi Sarajeva kao Faruk (2007.)
- Lov u Bosni kao Goran (2007.)
- Teško je biti fin kao recepcioner (2007.)
- Sve džaba kao Rođo (2006.)
- Go West kao Dragan (2005.)
- Ram za sliku moje domovine kao četnik (2005.)
- Ljeto u zlatnoj dolini kao Ćupo (2003.)
- Tu kao Žutan (2003.)
- Remake kao stražar Mitar (2003.)
- Zaboravljena poslovica kao Crvenokosi (2003.)
- Igraj do kraja (2002.)
- Tunel kao Milan (2000.)
- Skoči, preskoči i skoči (1999.)

## Vanjske poveznice
- Miraj Grbić u internetskoj bazi filmova IMDb-u (engl.)